# ヴァイオリン協奏曲第2番 (シマノフスキ)
ヴァイオリン協奏曲第2番 作品61は、カロル・シマノフスキが1932年から1933年にかけて作曲したヴァイオリン協奏曲。
シマノフスキが最後に完成させた主要作品である。

## 概要
コハニスキの依頼で交響曲第4番を完成させた直後の1932年8月に取り掛かり、同年9月3日に独奏ヴァイオリンパートが完成した。コハニスキは作曲者の依頼で独奏ヴァイオリンパートを改訂し、それを基に翌年から本格的に作曲を開始し、同年9月6日に総譜を完成させた。なおヴァイオリンパートはコハニスキが改訂したものと原典版とでは若干の違いがある。
下記の初演の時点で癌に侵されていたコハニスキは、翌1934年1月に死去した。シマノフスキは、同年の出版に際して『偉大な音楽家にして、我が愛する忘れがたき友、パヴェウ・コハニスキの思い出に（"A la memoire du Grand Musicien, mon cher et inoubliable Ami, Paweł Kochański"）』という献辞を掲げた。
同じくコハニスキに献呈された第1番とは異なり、伝統的な和音へ回帰するとともに、旋法とグラル人の民俗音楽の要素を用いている。

## 初演
1933年10月6日、ワルシャワにて、コハニスキのヴィオリン独奏、フィテルベルク指揮ワルシャワフィルハーモニーにより行われた。初演の際は好評だったが、パリで大絶賛されたバレエ『ハルナシェ』ほどの話題にはならなかった。

## 楽器編成
独奏ヴァイオリン、フルート2(1はピッコロ持ち替え)、オーボエ2(1はイングリッシュホルン持ち替え)、クラリネット(A)2(またはEs)、ファゴット2(1はコントラファゴット持ち替え)、ホルン(F)4、トランペット(C)2、トロンボーン3、チューバ、ティンパニ、トライアングル、小太鼓、シンバル、大太鼓、ピアノ、弦五部

## 演奏時間
約20分。コハニスキは、プロローグを付けて演奏時間を25分から30分にするようシマノフスキに勧めたが、実現しなかったという。

## 楽曲構成
前曲同様単一楽章だが、カデンツァを挟んで2つの部に大別される。
第1部 Moderato molto tranquillo　
ピアノとコントラバスと、弱音器付きの弦の上でクラリネットがピアニッシモで半音階的な主題を反復し、それに対し独奏ヴァイオリンが物悲しい第1主題を提示する。この主題はホルン、トランペット、ピアノ、ファゴットとヴァイオリン独奏により繰り返され、ソロヴァイオリンが第2主題を奏する。その後、ピッツィカートとティンパニ、ピアノを伴い、ソロヴァイオリンに第1主題が再現され、展開部になだれ込む。
第2部 Allegramente molto energico 　
ヴィオラとチェロによるピッツィカートとタンブリンと大太鼓がポーランド民謡から引用されたリズムに支えられて、独奏ヴァイオリンが主題を提示する。この主題は別の楽器が順次入って拡大し、シンバルの響きでクライマックスに入る。